# 汪遵
汪遵（？—？），又作江遵、王遒，宣州涇縣人，唐代詩人。

## 生平
自幼為縣衙小吏，家貧無書，向他人借書，日夜苦讀。後來辭退吏役工作，赴京應試，曾在灞滻遇友人許棠。當時許棠也在京城應考，頗輕視他，還羞辱他說“小吏無禮”。結果汪遵登咸通七年韓袞榜進士第，而許棠五年後方才登第。餘事不詳。汪遵善寫歌诗，尤善以绝句咏史。辛文房称其“拔身卑污，奋誉文苑”，並盛赞其《题李太尉平泉庄》、《过杨相宅》诗。有詩一卷，已佚。